# Schreyer Jakab
Schreyer Jakab (Biharugra, 1847. február 7. – Budapest, 1932. július 7.) ügyvéd, jogi szakíró.

## Életpályája
Schreyer Ignác és Deutsch Amália fia. Iskoláit Nagyváradon, Debrecenben, Bécsben és Pesten végezte. Bécsben szerzett jogi diplomát 1870-ben, majd 1872-től Budapesten ügyvédi gyakorlatot folytatott. Tagja volt a fővárosi képviselő-testületnek, a Kereskedelmi és Iparkamara vezetőségének.
Szilágyi Dezső volt igazságügyminiszter megbízásából 1893-ban törvényjavaslatot készített a csődtörvény módosításáról, a fizetésbeszüntetésről és csődön kívüli egyezségről, végül a fizetésképtelen adós vagyonát érintő jogcselekmények csődön kívüli megtámadásáról. A magyar kereskedelmi csarnok titkára és a budapesti hitelezői védegylet ügyésze; a hírlapírói nyugdíjintézetben a saját alapítványának képviselője. Halálát érelmeszesedés okozta.

## Magánélete
Házastársa Zwack Róza (1852–1919) volt, Zwack József szeszgyáros lánya, akivel 1874. június 28-án Pesten kötött házasságot.
Fiai
- Schreyer Jenő (1875–1924) ügyvéd. Házastársa 1904-tól 1916-os válásáig Strauss Katalin volt.[6]
- Schreyer Endre (1881–1944)[7] a Magyar Kereskedelmi Hitelbank vezérigazgatója. Felesége vágvecsei Wellisch Erzsébet volt, Wellisch Alfréd építész lánya.[8]

## Művei
- A perorvoslatok teljes rendszere (1879)
- A polgári törvénykezési rendtartás (I.-II. köt., 1881)[9]
- Huszonöt év a Magyar Kereskedelmi Csarnok történetéből 1870–1895 (1895)
- Tizenkét év a Budapesti Hitelezői Védegylet történetéből (1896)
- A kereskedelmi törvény reviziója (Budapest, 1900)

## Díjai, elismerései
- Ferenc József-rend lovagkeresztje (1896)